# Pontamafrey-Montpascal
Pontamafrey-Montpascal là một xã thuộc tỉnh Savoie trong vùng Auvergne-Rhône-Alpes ở đông nam nước Pháp.